# Селезнёвка (Луганская область)
Селезнёвка (укр. Селезнівка) — посёлок, относится к Перевальскому району Луганской области Украины.

## Географическое положение
Расположен на реке Белой (бассейн Северского Донца). Соседние населённые пункты: посёлок Ящиково (примыкает), сёла Новосёловка и Красная Заря (все три выше по течению Белой) на западе, город Перевальск на севере, посёлки Бугаевка, Малоконстантиновка и сёла Троицкое (все три ниже по течению Белой) на северо-востоке, Городнее на востоке, Анновка, Баштевич на юго-востоке, посёлок Радгоспный на юге, село Адрианополь на юго-западе.

## История
18 июля 1961 года село Селезнёвка получило статус посёлка городского типа.
В середине 1970-х годов основой экономики посёлка являлась добыча каменного угля.
В январе 1989 года численность населения составляла 3423 человека.
В июле 1995 года Кабинет министров Украины утвердил решение о приватизации находившихся здесь Перевальского птицеводческого совхоза и Перевальского ремонтно-транспортного предприятия.
На 1 января 2013 года численность населения составляла 2530 человек.
С весны 2014 года — в составе Луганской Народной Республики.

## Транспорт
- посёлок находится в 11 км от ближайшей ж.д. станции Алчевская (станция) на линии Луганск — Дебальцево[3].

## Религия
В посёлке находится Свято-Александро-Невский храм РПЦ (УПЦ МП).

## Культурное наследие
В посёлке расположена усадьба Мсциховского.

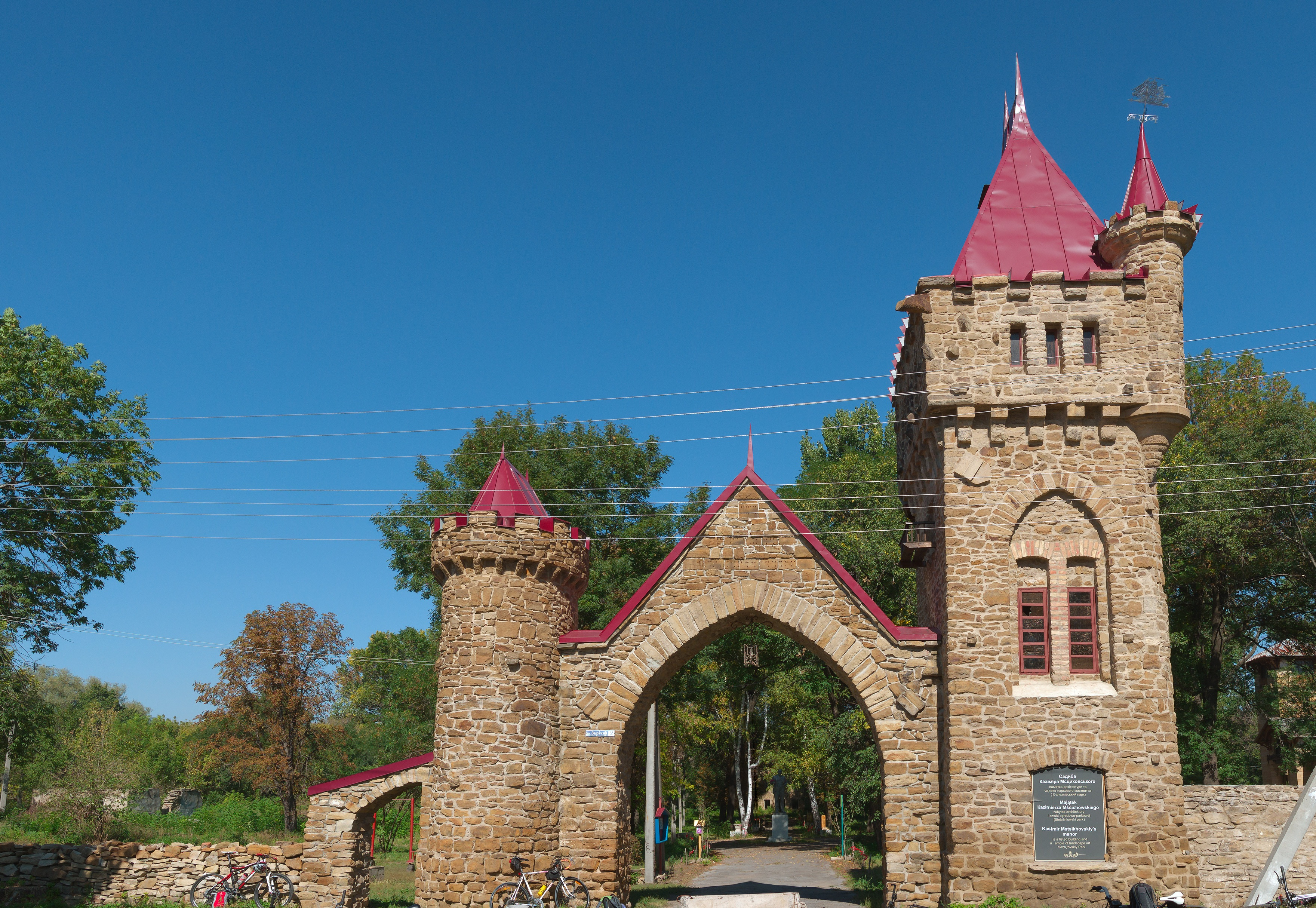
Дворец Мсциховского (ворота)

## Социальная сфера
- С 1936 года для трудящихся предприятий, учреждений и организаций Ворошиловского района Донецкой ( с 1938 г. Ворошиловградской) области УССР на территории местного  парка  «в 20 га фруктового сада на берегу реки Белой, окаймлённой большими вербами».[10] был открыт Дом отдыха «Ворошиловский» Харьковского управления курортами ВЦСПС Один день пребывания в этом доме отдыха в 1953 году стоил 20 советских рублей. Отдыхающие доставлялись в дом отдыха и обратно специальными автобусами от железнодорожной станции.

## Местный совет
94331, Луганская обл., Перевальский р-н, пгт. Селезнёвка, ул. Чкалова, 15